# Christine de Bruin
Christine de Bruin (Edmonton, 3 de marzo de 1989) es una deportista canadiense que compite en bobsleigh en las modalidades individual y doble.
Participó en dos Juegos Olímpicos de Invierno, obteniendo una medalla de bronce en Pekín 2022, en la prueba individual, y el séptimo lugar en Pyeongchang 2018, en la prueba doble.
Ganó tres medallas en el Campeonato Mundial de Bobsleigh, en los años 2019 y 2020.

## Palmarés internacional
| Juegos Olímpicos   | Juegos Olímpicos     | Juegos Olímpicos  | Juegos Olímpicos |
| Año                | Lugar                | Medalla           | Prueba           |
| ------------------ | -------------------- | ----------------- | ---------------- |
| 2022               | Pekín (China)        | Medalla de bronce | Individual       |
| Campeonato Mundial |                      |                   |                  |
| Año                | Lugar                | Medalla           | Prueba           |
| 2019               | Whistler (Canadá)    | Medalla de plata  | Equipo           |
| 2019               | Whistler (Canadá)    | Medalla de bronce | Doble            |
| 2020               | Altenberg (Alemania) | Medalla de bronce | Doble            |